# Zona Econômica do Volga-Urais
A Zona Econômica do Volga-Urais (Волго-Уральская экономическая зона, Volgo-Uralskaya ekonomicheskaya zona), é uma das dez Zonas e Macrozonas Econômicas da Rússia instituídas pelo Governo Federal para fins de planejamento econômico e do desenvolvimento regional.

## Composição
1. Região Econômica do Volga
2. Região Econômica dos Urais